# 박종문 (법조인)
박종문(朴鍾文, 1959년 10월 22일 ~ )은 판사 및 변호사 출신으로 헌법재판소의 제12대 사무처장을 지낸 대한민국의 법조인이다.

## 학력
- 장흥고등학교 졸업
- 서울대학교 법학과 졸업

## 경력
- 1984년 제26회 사법시험 합격
- 1987년 사법연수원(제16기) 수료
- 1990년 서울지방법원 판사
- 1992년 서울민사지방법원 판사
- 1994년 광주지방법원 순천지원 판사
- 1996년 광주고등법원 판사
- 1997년 서울지방법원 판사
- 1999년 서울고등법원 판사
- 2000년 대법원 재판연구관
- 2002년 제주지방법원 부장판사
- 2004년 수원지방법원 안산지원 부장판사
- 2006년 서울북부지방법원 부장판사
- 2008년 서울중앙지방법원 부장판사
- 2009년 법무법인(유) 원 변호사
- 2012년 법무법인(유) 원 대표변호사
- 2014년 (사)한빛청소년대안센터 이사장
- 2017년 아름다운재단 이사장
- 2019년 6월 14일 ~ 2024년 1월 16일: 대한민국의 헌법재판소 사무처장

## 수상
- 2016년 국민훈장 목련장